# Sankt Johannes Sogn (København)
 For alternative betydninger, se Sankt Johannes Sogn. (Se også artikler, som begynder med Sankt Johannes Sogn)
Sankt Johannes Sogn var et sogn i Nørrebro Provsti (Københavns Stift). I dag er sognet en del af Simeon-Sankt Johannes Sogn. Sognet ligger i Københavns Kommune. I Sankt Johannes Sogn ligger Sankt Johannes Kirke og Rigshospitalets Kirke.
Sankt Johannes Sogn blev udskilt af Trinitatis og Vor Frue sogne i 1861.